# ایزوورسکو
ایزوورسکو (به بلغاری: Izvorsko) یک منطقهٔ مسکونی در بلغارستان است که در شهرستان اکساکاوو واقع شده‌است.
 ایزوورسکو   ۳۰۴ متر بالاتر از سطح دریا واقع شده‌است.